# درسة زرقاء اللون

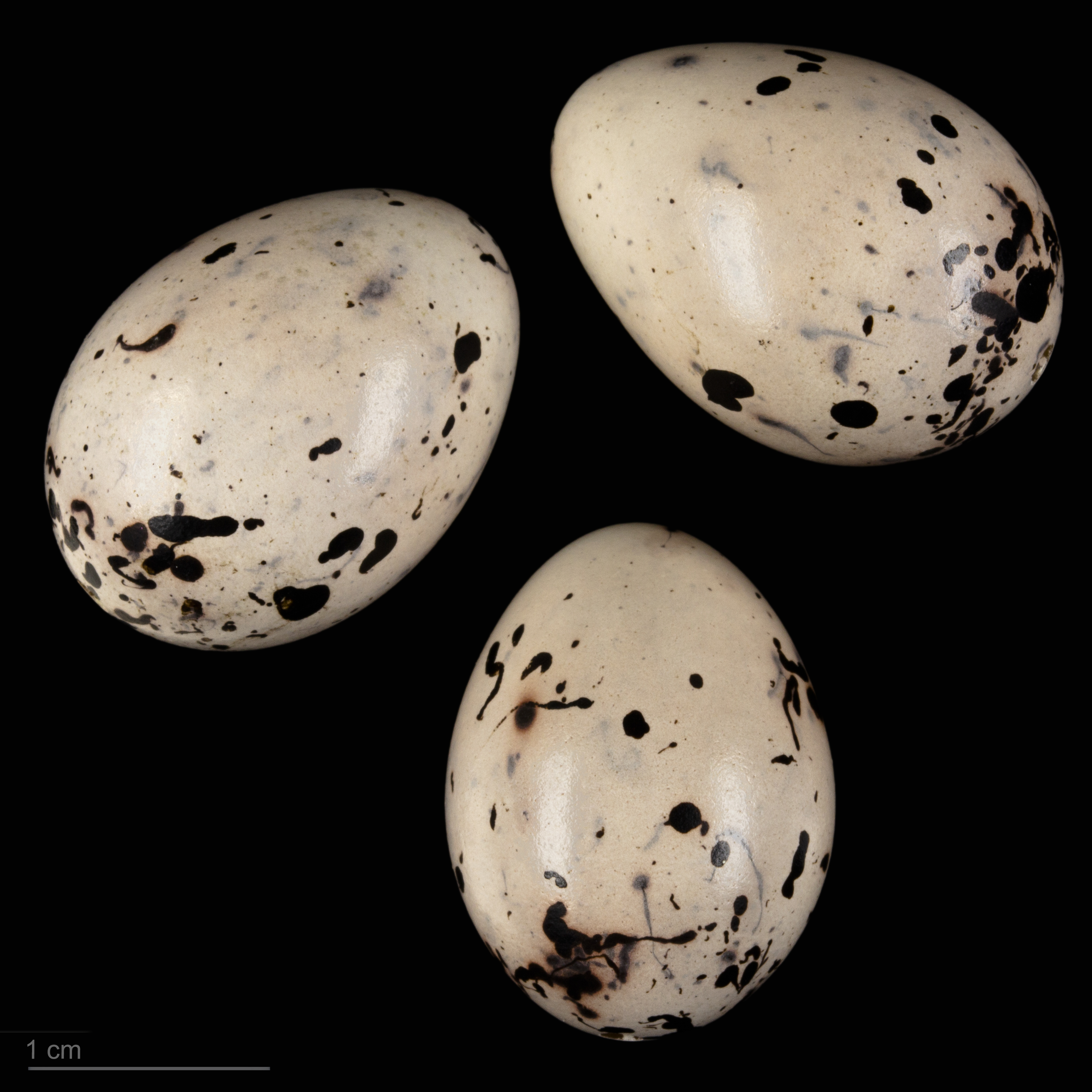
Emberiza caesia

درسة زرقاء اللون (الاسم العلمي: Emberiza caesia) (بالإنجليزية: Cretzschmar's Bunting)‏، هو طائر ينتمي إلى عنبريات (فصيلة: Emberizidae).